# نظام A-0
كان نظام A-0 ((بالإنجليزية: A-0 system)‏ الإصدار 0 من اللغة الحسابية) أداة مبكرة مرتبطة بالمترجم compiler جرى تطويرها لأجهزة الحاسوب الإلكترونية، وقد كتبته جريس موراي هوبر في عامي 1951 و1952 في الأصل للعمل على نظام UNIVAC I. يعمل نظام A-0 كمحمل أو رابط أكثر من المفهوم الحديث للمُترجِم. حُدد البرنامج كسلسلة من الإجراءات الفرعية subroutines ووسائطها arguments. جرى تعريف الإجراءات الفرعية بواسطة رمز رقمي numeric code وكُتبت وسيطات الإجراءات الفرعية مباشرة بعد كل رمز روتين فرعي. قام نظام A-0 بتحويل المواصفات إلى لغة الآلة الذي يمكن إدخاله إلى الحاسوب مرة ثانية لتنفيذ البرنامج المطلوب.
أُصدر بعد نظام A-0 عدة أنظمة أخرى تالية هي: A-1، وA-2، ثم A-3 (صدر باسم ARITH-MATIC)، وAT-3 (صدر باسم MATH-MATIC)، وB-0 (صدر باسم FLOW-MATIC).
طُور نظام A-2 في قسم UNIVAC في شركة Remington Rand في عام 1953 وجرى إصداره للعملاء بحلول نهاية ذلك العام. زُود العملاء بالكود المصدري لـ A-2 وجرى دعوتهم لإرسال التحسينات الخاصة بهم مرة أخرى إلى UNIVAC. وبالتالي، يمكن اعتبار A-2 مثالاً لنتيجة فلسفة مبكرة مشابهة للبرمجيات الحرة ومفتوحة المصدر.

## روابط خارجية
- وقائع الجلسة الصيفية لمعهد ماساتشوستس للتكنولوجيا لعام 1954 حول "أجهزة الكمبيوتر الرقمية - تقنيات الترميز المتقدمة، القسم 7 - مترجم A2 والإجراءات المرتبطة بها للاستخدام مع Univac